# Улица Просвещения (Павловск)
Улица Просвеще́ния — улица в городе Павловске (Пушкинский район Санкт-Петербурга). Проходит от Садовой до Госпитальной улицы.
С 1840 года называлась улицей под Ли́пками. Связан топоним с тем, что на аллее вдоль улицы были посажены липы. За полвека до этого в другом районе Павловска — Зверинце — появилась улица под Дубками, позднее ставшая 1-й улицей под Дубками (сейчас — улица Красного Курсанта), а рядом находилась 2-я улица под Дубками (ныне улица Горького).
С момента создания улицы под Липками проезд сохранил свою Г-образную форму.
В прошлом к западному проезду улицы под Липками примыкали две улицы — Средняя (сейчас существует как дорога) и Зелёная (не существует). В настоящее время обе упразднены.
Примерно в 1918 году улицу переименовали; ей дали название улица Просвещения.

## Достопримечательности

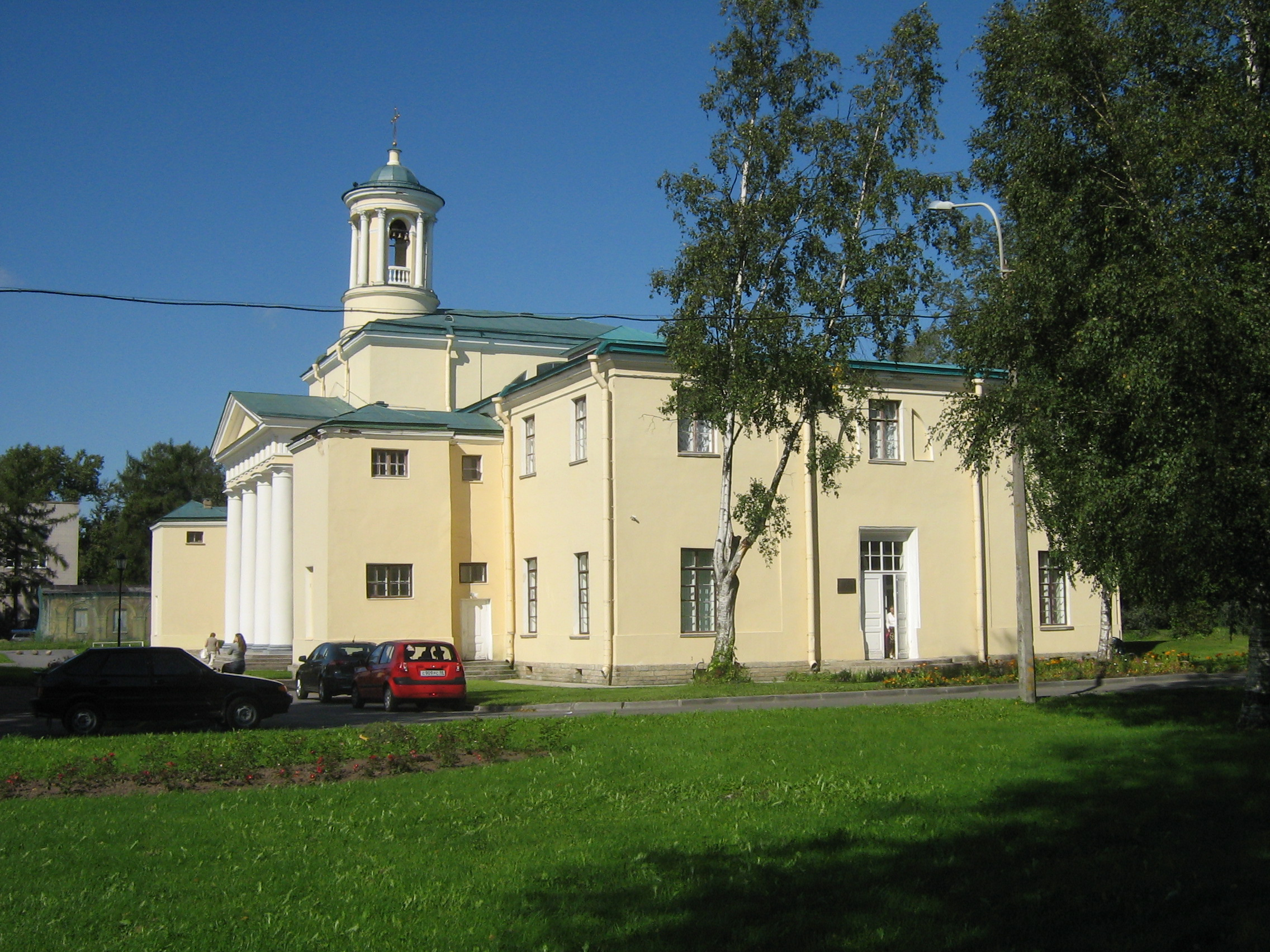
Церковь св. Марии Магдалины, вид от улицы Просвещения

- церковь св. Марии Магдалины (у пересечения с Садовой улицей);
- дом 3 — бывшая богадельня Куракиных, ныне Дом детского творчества «Павловский»;
- парк «Мариенталь».